# Ksenofan
Ksenofán (starogrško Ξενοφάνης ὁ Κολοφώνιος: Ksenofánēs ho Kolofṓnios), starogrški filozof, pesnik in satirik, * okoli 570 ali 565 pr. n. št. , Kolofon, Mala Azija, † 473 pr. n. št.
Ksenofan je bil klatež. Pobegnil je pred Perzijci, kot Pitagora iz Jonije v južno Italijo v mesto Eleja. V teoretična razmišljanja je uvedel tri pomembne tokove: zavrnil je mitološko gledanje na svet, vzdignil je naravo na raven božanstva in civiliziral pitagorejski kult razuma. Bil je pazljiv opazovalec. Pozornost je osredotočil na to, da Etiopci svoje bogove predstavljajo kot črne s topim nosom, nasproti temu pa Tračani kot modrooke in rdečelase. Iz tega je zaključil, da če bi biki, konji in levi imeli roke, ali če bi bili spretni kot človek, bi konji podobno konjem, voli podobno volom risali like bogov in jim dali prav takšna telesa, kakršna imajo sami. Ta način mišljenja je bil odločna kritika antropomorfizma, pomenil je zavračanje olimpijskega božanstva in postavil je novo vprašanje: če to niso Olimpijci, kdo potem, upravlja s tem svetom? Ni verjel v selitev duš ali v preproste grške bogove.
Zavrnil je tudi Pitagorov odgovor, da je predstava števila kot gonilnega elementa kozmosa preveč mistična. Podal je lastno predstavo. Naravo je smatral kot božanstvo. Proglasil jo je za neomejeno, vse prisotno, nesmrtno, itd. »Svet ni ustvarjen, je večen, neuničljiv ... vse vidi, vse misli, vse prisluškuje.« Prvi je razumel in ovrednotil moč človeškega razuma, da pa ga ni postavil na prestol božanstva. Pustil mu je človeškost.
Pomemben je kot Evklidov miselni predhodnik. Domneval je, da je temeljna prvina sveta morda zemlja. Najbolj znan je po svoji teoriji, da se obličje Zemlje s časom spreminja. To je trdil zaradi školjk, ki jih včasih najdemo v gorah. Zatrjeval je, da so morale biti gore v začetku pod morjem in so se sčasoma vzdignile do današnje višine. To je bila pomembna napoved geološke misli, ki pa je ostala osamljena, dokler ni pozneje Hutton osnoval sodobne geologije in utrdil Ksenofanovo na videz divje ugibanje v golo dejstvo.
Njegova najbolj znana učenca sta bila Parmenid in Zenon.